# Liparis mucosus
Liparis mucosus és una espècie de peix pertanyent a la família dels lipàrids.

## Descripció
- Fa 13 cm de llargària màxima.[2][3]

## Hàbitat
És un peix marí, demersal i de clima subtropical que viu fins als 15 m de fondària.

## Distribució geogràfica
Es troba al Pacífic nord-oriental: des de Sitka (Alaska) fins al sud de la Colúmbia Britànica (el Canadà) i la Baixa Califòrnia (Mèxic).

## Observacions
És inofensiu per als humans.